# Simpang Lhee (Langsa Barat)
Simpang Lhee is een bestuurslaag in het regentschap Langsa van de provincie Atjeh, Indonesië. Simpang Lhee telt 962 inwoners (volkstelling 2010).